# Алмази (фільм)
«Алмази» — радянський чорно-білий художній фільм 1947 року, знятий за романом Миколи Асанова «Чарівний камінь».

## Сюжет
Молодий геолог Сергій Нестеров (Всеволод Санаєв), повернувшись з фронту, має намір продовжити перервану Великою Вітчизняною війною роботу з пошуку промислових покладів уральських алмазів. Своїм завзяттям Сергій дивує начальника, ставить в незручне становище свою наречену Варвару (Ніна Алісова) і дає прекрасний привід іншим геологам познущатися над собою. Але Сергій твердо йде до мети і, врешті-решт, разом з Христиною знаходить великі поклади алмазів.

## У ролях
- Василь Ванін —  Гнат Петрович Саламатов, секретар Красногорського райкому
- Всеволод Санаєв —  Сергій Нестеров, геолог
- Ніна Алісова —  Варвара Меньшикова, геолог, наречена Сергія
- Л. Сєдова —  Христина
- Євген Агуров —  Борис Палєхов, начальник експедиції
- Іоаким Максимов-Кошкінський —  Філіп Іванович Іляшев
- Анастасія Кожевникова —  мати Христини, Марія Семенівна
- В. Бєлов — епізод
- С. Прищепа — епізод
- Т. Залевська — епізод
- І. Лепинська — епізод
- Лідія Старокольцева — епізод

## Знімальна група
- Художній керівник — Олександр Мачерет
- Сценарій — Микола Асанов
- Режисери — Іван Правов, Олександр Оленін
- Головний оператор — Олександр Сігаєв
- Оператор — Юрій Разумов
- Музика — Клари Кацман
- Текст пісень — Костянтин Мурзіді
- Звукооператор — Євген Нестеров
- Художник — Віктор Крилов
- Директор картини — Григорій Лукін